# 楔叶委陵菜
楔叶委陵菜（学名：Potentilla cuneata）为蔷薇科委陵菜属的植物。分布于不丹、克什米尔地区以及中国大陆的西藏、云南、四川等地，生长于海拔2,700米至3,600米的地区，常生于生高山草地、岩石缝中灌丛以及林缘，目前尚未由人工引种栽培。